# 동력 활공기

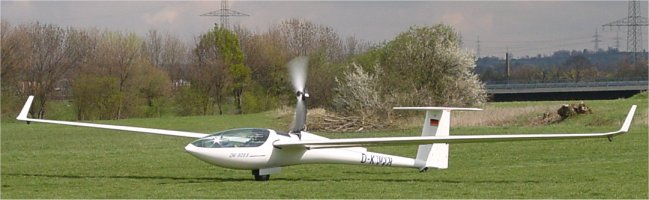
DG-808B 18m 자체 발사

동력 활공기(動力滑空機), 동력 글라이더, 모터 글라이더(motor glider)는 엔진 동력의 유무와 관계없이 비행할 수 있는 고정익기이다. 국제항공연맹 활공 위원회 스포츠 코드의 정의는 다음과 같다: 추진 수단(MoP)을 갖추고 있으며, 추진 수단의 추력 없이 지속적인 활공 비행이 가능한 고정익 공기역학적 비행체.

## 역사

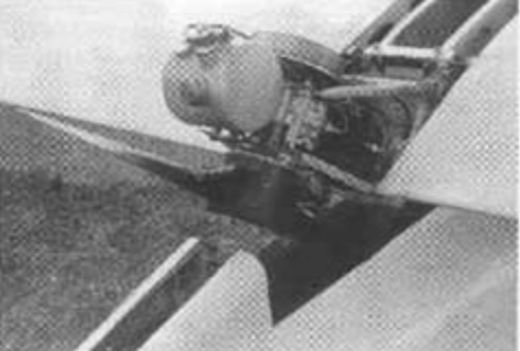
카든-베인스 보조 엔진

1935년에 존 카든 경은 수납 가능한 임시 또는 보조 모터를 제안했다. 이것은 같은 해 8월 8일에 첫 비행을 한 카든-베인스 보조 엔진에 통합되었다. 부디그 글라이더의 후기 버전은 동력을 갖추었다.

## 분류
대부분의 동력 활공기는 프로펠러를 장착하고 있으며, 이 프로펠러는 고정될 수도, 페더링될 수도(예: AMS-Flight Carat), 수납될 수도 있다. 그러나 일부 제조업체에서는 제트 엔진 동력 동력 활공기도 생산하고 있으며, 이 중 일부는 "지속" 엔진으로만 사용될 목적으로, 즉 자체 발사 항공기보다는 활공 비행을 지속하기 위한 용도로 사용된다.

### 지속 동력 활공기
지속 동력 활공기는 무동력 활공기처럼 이륙해야 하지만, 엔진을 전개하고 시동하면 비행을 연장하기 위해 천천히 상승할 수 있다. 일반적으로 교류 발전기나 스타터 모터가 없으므로, 비행 중 프로펠러를 "풍차 돌리기"하여 엔진을 시동한다. 프로펠러는 견고한 2엽 설계일 수도 있고, 엔진이 수납될 때 허브에서 접히는 2개 이상의 날개를 가질 수도 있다. 프로펠러 허브는 일반적으로 크랭크샤프트에 직접 연결되지만, DG-1000T와 같이 벨트 감속 구동 장치를 가진 지속 동력 활공기의 예도 있다.
더 작은 지속 엔진은 일반적으로 스로틀이 장착되어 있지 않고, 대신 각 실린더의 감압 밸브를 열어 엔진이 시동을 위해 자유롭게 회전하도록 하는 케이블이 있다. 지속 엔진은 일반적으로 18~30 마력(14~22 kW) 범위의 2행정 기관 공랭식 엔진이다. 이들은 자체 발사 동력 장치보다 가볍고 작동이 더 간단하다.

### 자체 발사 동력 활공기

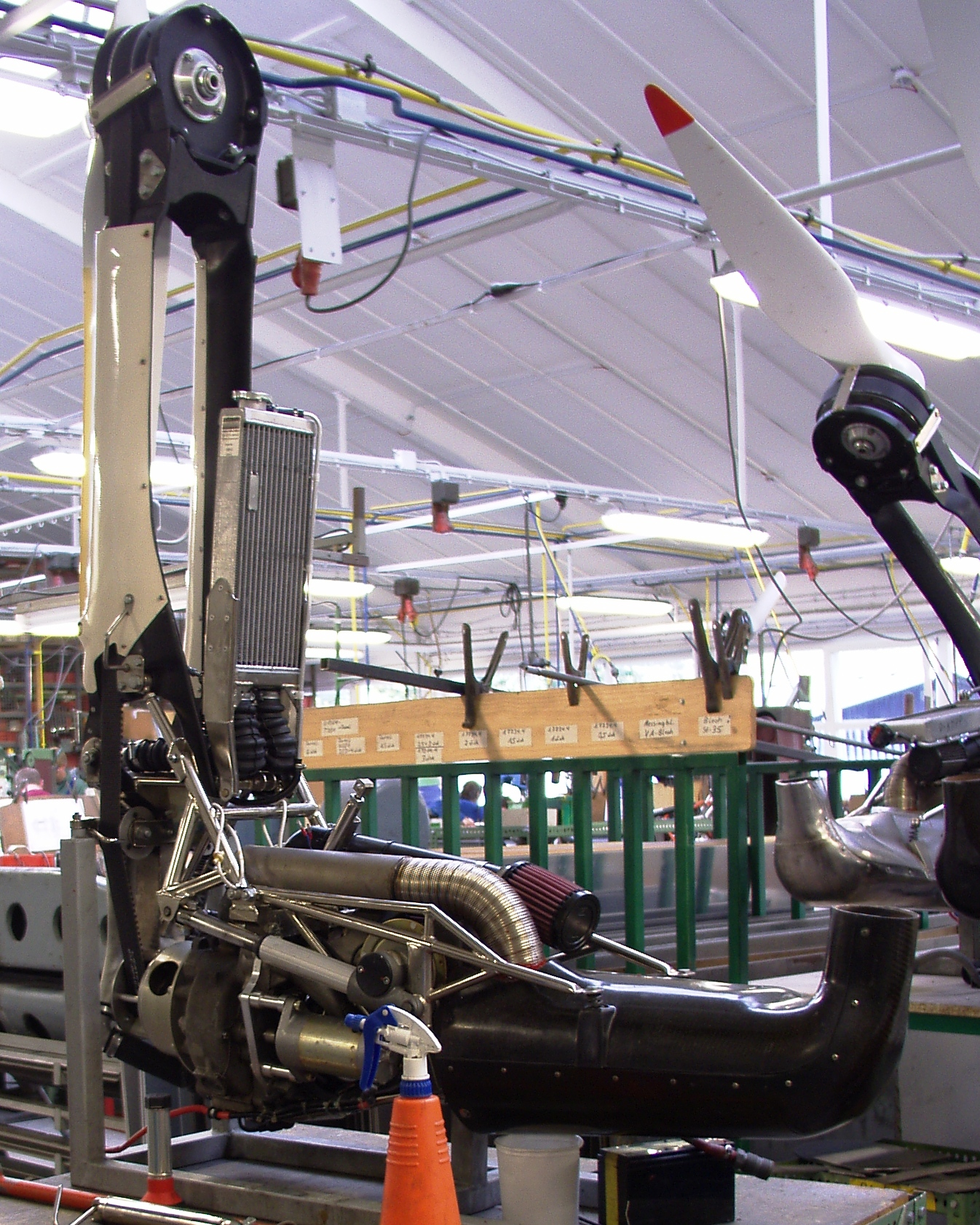
알렉산더 슐라이허 GmbH & Co의 포펜하우젠에 있는 시험대에서 정비를 위해 장착된 슐라이허 ASH 26E 자체 발사 동력 활공기의 동력 장치. 왼쪽 상단부터 시계 반대 방향: 프로펠러 허브, 벨트 가이드가 있는 마스트, 라디에이터, 반켈 엔진, 소음기 덮개.

자체 발사 수납식 프로펠러 동력 활공기는 보조 없이 이륙하기에 충분한 추력과 초기 상승률을 가지고 있으며, 기존 글라이더처럼 발사될 수도 있다. 또한 엔진에는 지상에서 엔진을 시동할 수 있는 스타터 모터와 대형 배터리가 있으며, 배터리를 재충전하기 위한 교류 발전기가 있다. 2엽 프로펠러는 일반적으로 벨트 감속 기어를 통해 엔진에 연결된다. 구형 설계에서는 조종사가 거울을 사용하여 프로펠러 정렬을 확인한 후 동체에 수납해야 하지만, 현재 생산되는 글라이더에서는 프로펠러 정렬이 완전 자동이다.
또 다른 해결책은 단일 날개 프로펠러로, 엔진을 수납하기 위한 동체의 개구부를 더 작게 할 수 있다는 장점을 제공한다.
내연기관은 프로펠러 마스트보다는 동체에 장착하는 것이 유리할 수 있다. 이렇게 하면 더 큰 소음기와 연결하여 작동 시 소음을 줄일 수 있으며, 이는 주로 유럽 운용에 해당한다. 또한 엔진이 수납될 때 벨트 장력을 완화하여 벨트와 베어링의 수명을 연장할 수 있다. 이 배열의 단점은 동체에 낮게 고정된 엔진은 비행 전 점검 및 서비스가 더 어렵고, 고응력 동력 전달 벨트는 구부러지거나 뒤틀려서는 안 된다는 점이다.
자체 발사 엔진에는 지상 작동을 위해 엔진 동력을 조절할 수 있는 스로틀이 장착되어 있다. 자체 발사 엔진은 일반적으로 50~60 마력(38~45 kW) 범위이다. 더 높은 엔진 출력은 프로펠러 마스트에 장착된 별도의 라디에이터를 사용한 액체 냉각을 필요로 한다. 일반적으로 사용되는 엔진은 2행정 피스톤 엔진 또는 반켈 엔진이다.

### 투어링 동력 활공기
고정식 또는 완전 페더링 프로펠러가 장착된 동력 활공기는 일반적으로 투어링 동력 활공기(TMG)로 분류된다. TMG는 비행기처럼 이륙 및 순항하거나, 동력을 끈 상태에서 글라이더처럼 활공할 수 있다.
이들은 소형 비행기와 유사하게 전방에 장착된 엔진을 갖추고 있다. TMG의 넓은 날개 길이는 적당한 활공 성능을 제공하지만, 무동력 활공기만큼 좋지는 않다. 그러나 TMG는 기존 경비행기보다 효율적이다.
대부분의 TMG는 80에서 100 hp (75 kW)의 엔진으로 설계되며, 일반적으로 (동력으로) 85–100 노트 (190 km/h)로 순항한다. 대부분은 50에서 100리터(13에서 26 US갤런)의 연료를 담을 수 있는 연료 탱크를 가지고 있어, 동력으로 최대 450 해리(약 830 킬로미터)의 항속 거리를 제공한다. Phoenix Air Phoenix와 같은 현대적인 TMG는 더 빠른 속도와 더 긴 동력 항속 거리가 가능하다.
일부 TMG는 접이식 날개가 장착되어 있어 표준 소형 비행기 T-행어에 맞출 수 있다. 자체 발사 능력을 가진 항공기는 기존 글라이더처럼 윈치나 견인 비행기를 통해 발사할 필요가 없으므로 견인 고리가 필요 없다.
유로파 또는 피닉스와 같은 일부 TMG는 상호 교환 가능한 날개 또는 윙팁이 제공되어 표준 투어링 항공기뿐만 아니라 TMG로도 비행할 수 있다.

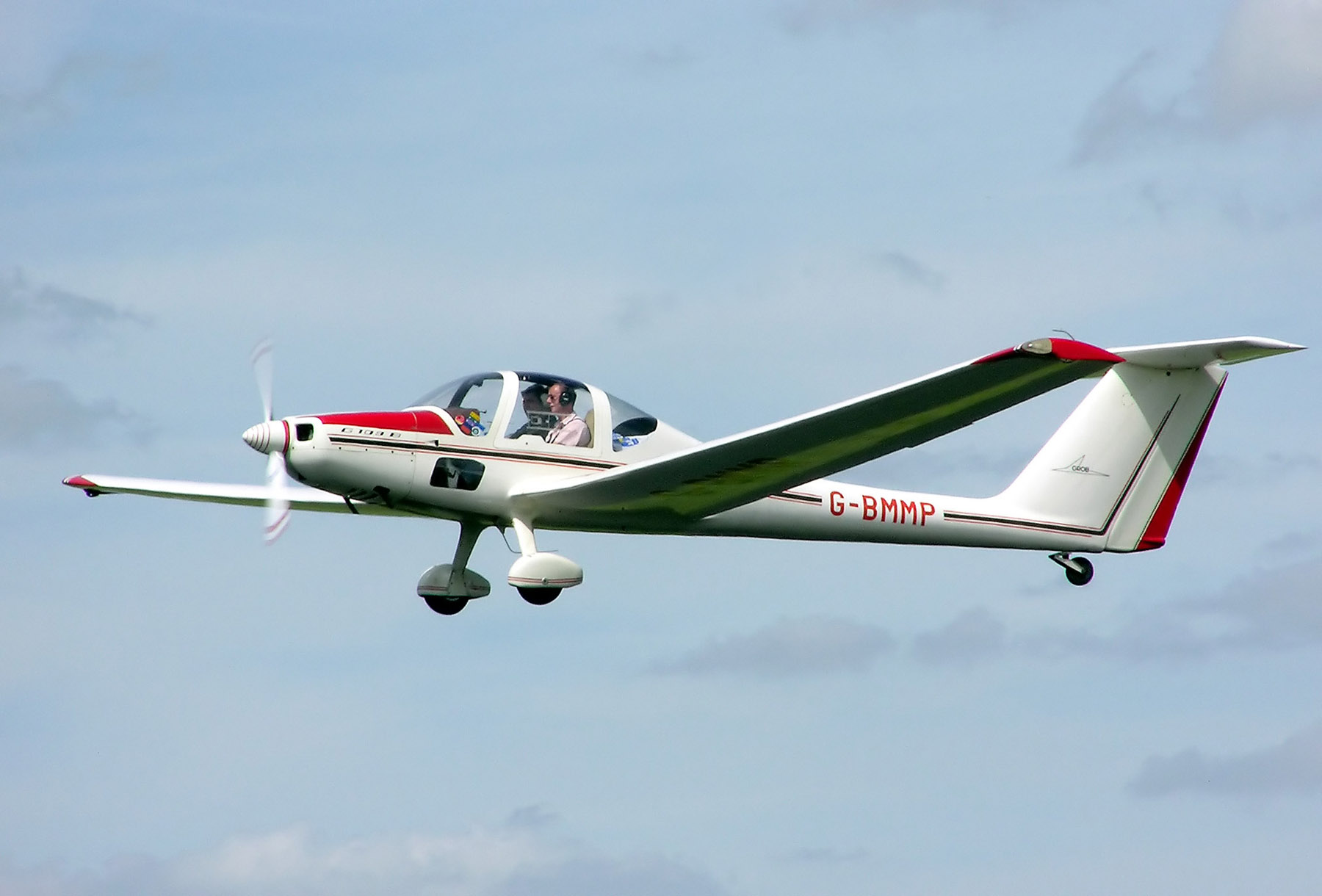
섬유 강화 플라스틱 구조의 그로브 G 109B 투어링 동력 활공기.

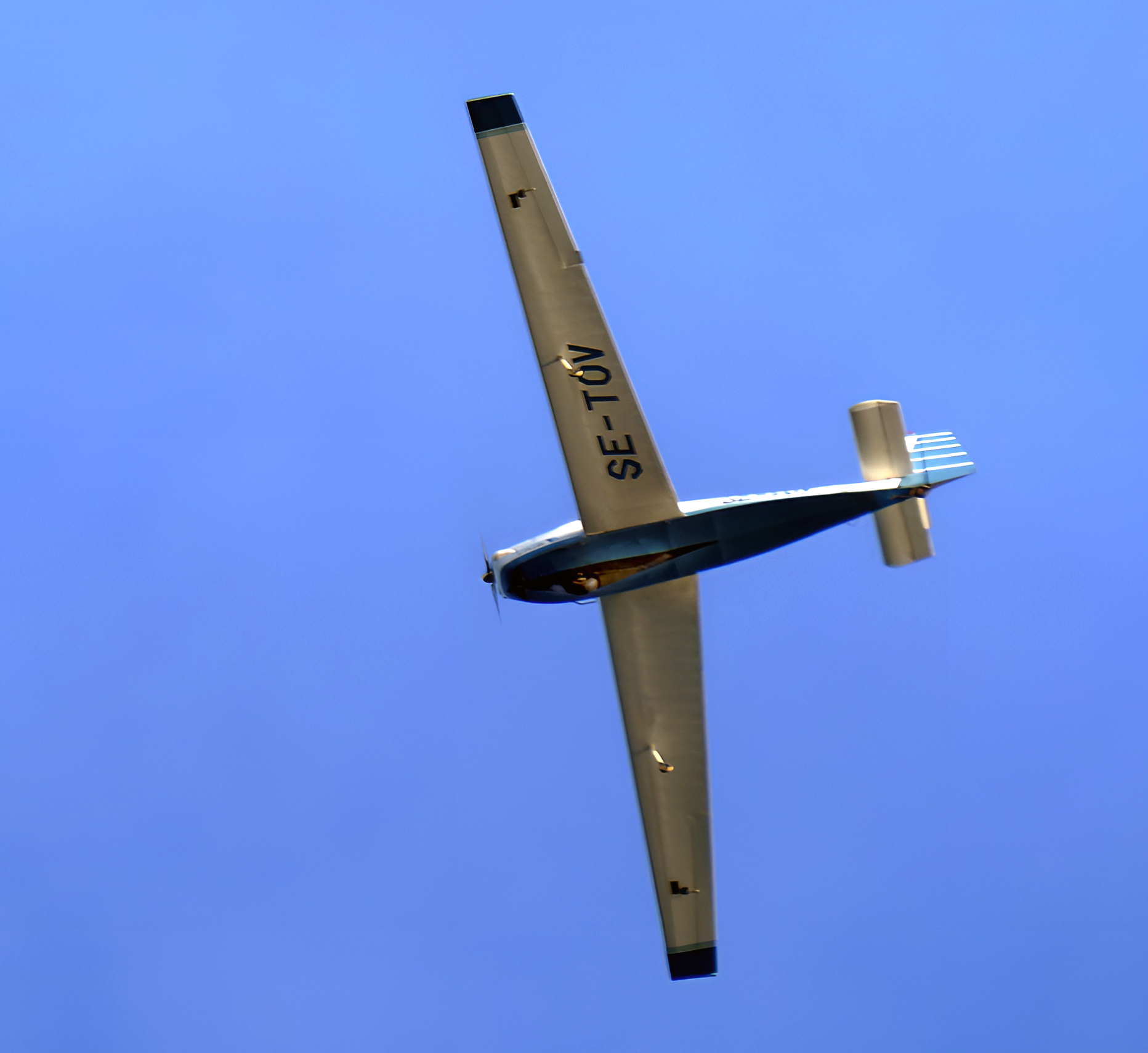
2020년 위스타드 상공의 동력 활공기 SF25 모터팔케.

TMG의 착륙 장치 구성은 일반적으로 두 개의 고정된 주 바퀴를 포함하여, 날개 보행자 없이 지상에서 활주할 수 있도록 한다. 일부 TMG는 날개에 보조 트롤리 바퀴가 있는 하나의 주 바퀴만 가지고 있지만, 삼륜 및 재래식(두 개의 고정된 주 바퀴 – 즉, "꼬리 끌기") 착륙 장치 구성으로 제조되는 경우가 점점 더 많아지고 있다.
정지된 프로펠러와 착륙 장치의 추가적인 항력이 활공 성능을 저하시키므로, TMG는 대회에서 거의 사용되지 않는다.

## 엔진 구성

### 수납식 프로펠러

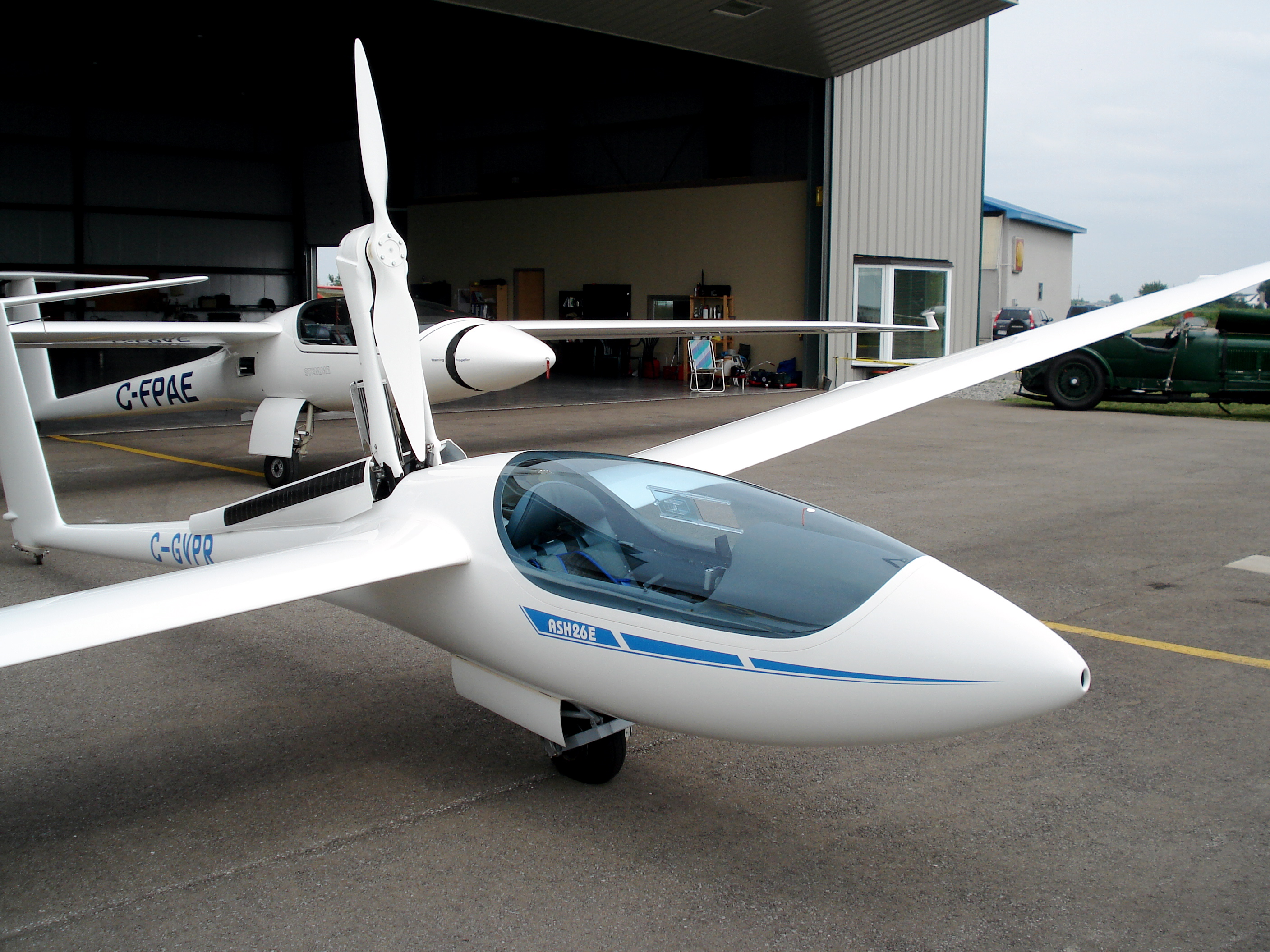
엔진 마스트가 확장된 슐라이허 ASH 26e 자체 발사 동력 활공기. 배경에는 코가 확장된 스템 S10이 있다.

수납식 프로펠러는 일반적으로 동체 뒤쪽, 조종실과 날개 통과 구조물 뒤쪽에서 위로 그리고 앞으로 회전하는 마스트에 장착된다. 동체에는 착륙 장치 문과 유사하게 자동으로 열리고 닫히는 엔진 베이 문이 있다. 엔진은 마스트의 상단 또는 하단 근처에 있을 수 있으며, 최신 설계는 소음과 항력을 줄이기 위해 엔진을 동체에 고정시킨다.
TMG와 달리, 수납식 프로펠러를 가진 대부분의 글라이더는 항공 견인 또는 지상 발사를 위한 견인 고리도 장착되어 있다. 이들은 대부분의 무동력 활공기처럼 동체에 단일 축 수납식 주 바퀴를 가지고 있으므로 지상 작업 중 도움이 필요하다. 일반적으로 사용되는 2행정 엔진은 수평 순항 비행을 위해 출력을 줄이면 효율적이지 않으므로, 글라이더가 전력으로 상승한 후 프로펠러를 수납한 채 활공하는 "톱니" 비행 프로필을 사용해야 한다.

### 크로스오버
스템 S10에서 프로펠러는 노즈콘으로 접히고, 구동축으로 후방 장착 엔진에 연결된다. 또한 두 개의 수납식 주 바퀴가 있어 보조 없이 활주할 수 있으며, 낮은 항력으로 활공할 수 있다. 이러한 특징으로 인해 투어링 동력 활공기와 수납식 프로펠러 동력 활공기의 크로스오버가 된다. 견인 고리가 없으므로 자체 발사해야 한다. S10-VT 변형은 두 위치의 가변피치 프로펠러와 엔진에 터보차저가 있어 항공기가 30,000피트(9,000 m)까지 순항할 수 있다.
AMS Carat에서 프로펠러는 앞으로 접혀 창처럼 곧게 뻗는다.

### 전기
대부분의 동력 활공기는 휘발유 연료를 사용하는 내연기관을 가지고 있지만, Lange Antares 20E 및 23E, Schempp-Hirth Arcus E, Schleicher AS 34Me,  Pipistrel Taurus Electro G2, Silent 2 Targa LE (리튬 전기), 그리고 밀접하게 관련된 Air Energy AE1 Silent, Yuneec Apis 2, Yuneec EViva, Alpaero Exel, Aériane Swift, Electravia 및 Alatus AL12를 포함한 다수의 전기 동력 자체 발사기가 개발되었다. 일부 유형은 조종실 뒤에 파일론을 사용하여 프로펠러를 확장한다. Alisport Silent 2 Electro와 같은 7개 제조업체의 11가지 유형은 노즈에 접이식 프로펠러가 있는 전방 전기 지속 시스템(FES)을 사용한다.
휘발유 동력에 비해 전기 동력의 장점은 다음과 같다:
- 내연기관 시동 및 예열에 필요한 시간과 위험이 제거되므로, 활공에서 동력 비행으로 더 빠르고 안정적으로 전환된다.[13] 예를 들어, 안타레스 20E는 활공에서 동력 비행으로 12초 이내에 전환된다. FES 시스템으로는 최대 출력을 1~2초 안에 사용할 수 있다.[12]
- 파일론을 사용하는 유형의 경우, 휘발유 엔진 냉각에 필요한 라디에이터가 없으므로, 파일론이 확장되고 모터가 작동하지 않을 때 더 낮은 항력과 침하율을 달성한다. FES 시스템의 경우, 엔진이 시동되지 않으면 노즈에 접힌 프로펠러로 인한 항력은 무시할 수 있다. 안전한 작동을 위해 "엔진 꺼짐 및 미작동" 성능은 문제 발생 시 (전기 동력에도) 공중 재시동을 계획하는 데 사용된다. 전기 동력 동력 활공기의 "엔진 꺼짐 및 미작동" 시 침하율 감소는 안전한 공중 재시동을 위해 더 낮은 고도를 허용한다.[13]
- 파일론을 사용하는 유형의 경우, 벨트 감속 구동 및 관련 신뢰성 문제가 제거된다. 전기 모터는 일반적인 휘발유 엔진보다 낮은 RPM으로 회전할 수 있으므로, 감속 시스템 없이 마스트 상단에 장착할 수 있어 벨트 구동 문제를 해결한다.
- 소음이 크게 줄어들어 다른 동력 항공기가 허용되지 않는 장소에서도 이륙할 수 있다.[13]

현재 전기 동력 동력 활공기의 휘발유 동력에 대한 단점은 다음과 같다:
- 사용 가능한 배터리의 단위 중량당 저장 에너지가 휘발유보다 적으므로, 항속 거리 또는 상승 고도가 감소한다.
- 파일론 장착 전기 모터가 있는 글라이더는 배터리 때문에 휘발유 엔진이 있는 글라이더보다 약간 더 무겁다. FES 시스템은 2행정 엔진과 거의 같은 무게가 나간다.[13]
- 비용 증가. 전기 모터는 비교적 저렴하지만, 동력 활공기에 적합한 경량 배터리는 휘발유 엔진보다 약간 더 비싸다.

전기 지속 시스템(자체 발사는 아니지만 비행을 지속할 수 있는 동력)은 Schempp-Hirth Ventus-3, HPH Shark 및 ESAG LAK-17B에 선택 사항이다. 이 세 가지 모두는 Alisport Silent 2와 같은 자체 발사 경량 글라이더에 사용되는 FES를 사용한다.

### 제트

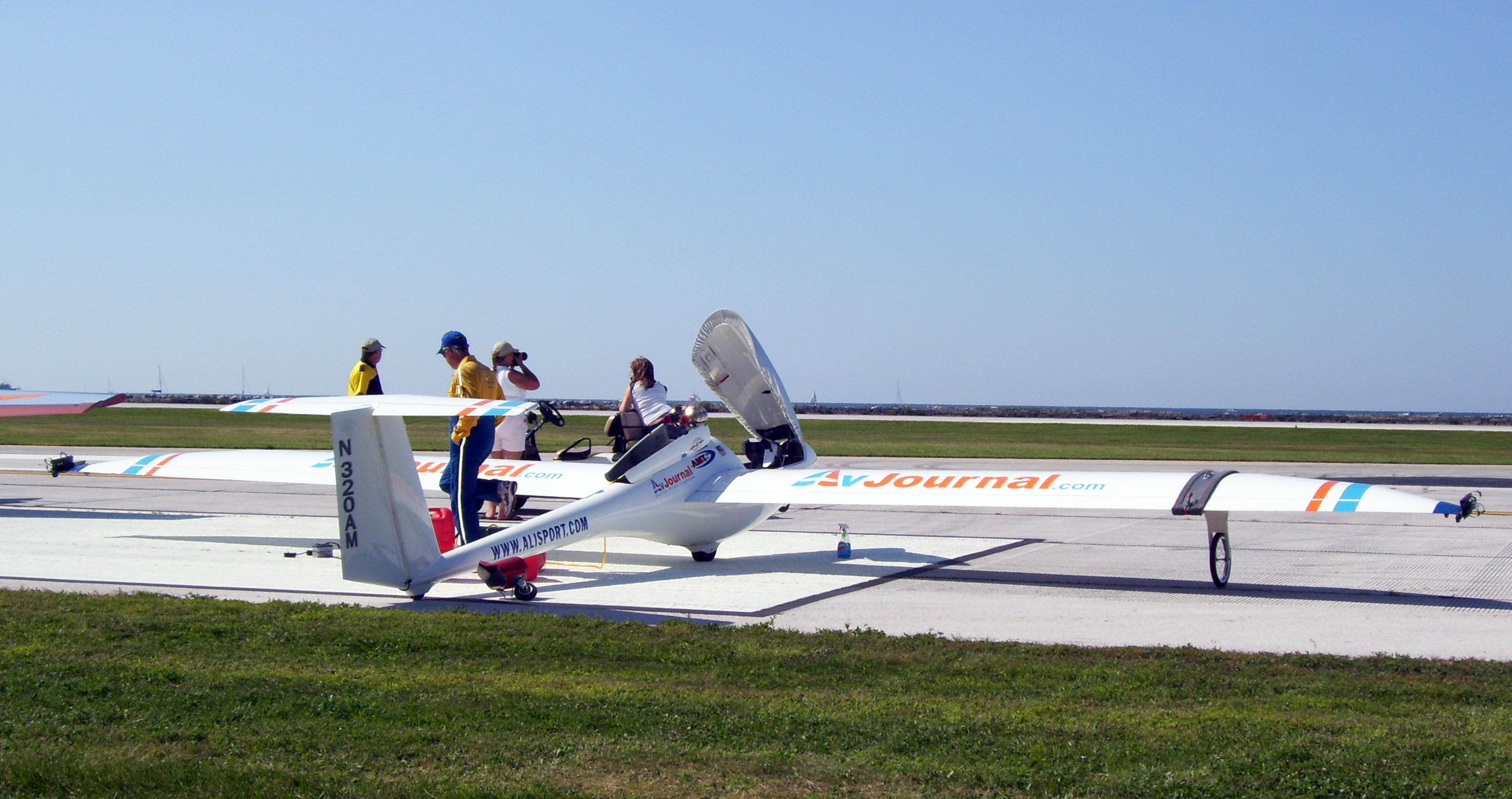
밥 칼턴의 제트 동력 활공기.

제트 엔진을 장착한 최초의 생산형 자체 발사 동력 활공기는 Caproni Vizzola Calif였다. 제트 엔진은 날개 뒤의 동체 내부에 장착되었으며, 엔진 작동을 위해 고정된 흡기 및 배기 덕트가 외부 공기 흐름에 연결되었다. 그 이후 Schempp-Hirth Ventus 2, Jonker JS-1 Revelation, HpH 304 등에서 지속 제트 엔진을 장착한 새로운 세대의 제트기가 출시되었다.
기타 자체 발사 유형으로는 실험용 LET L-13TJ Blaník, Alisport Silent Club 버전 및 TeST TST-14 Bonus 버전이 있다.

## 자체 발사 글라이더에서의 엔진 사용

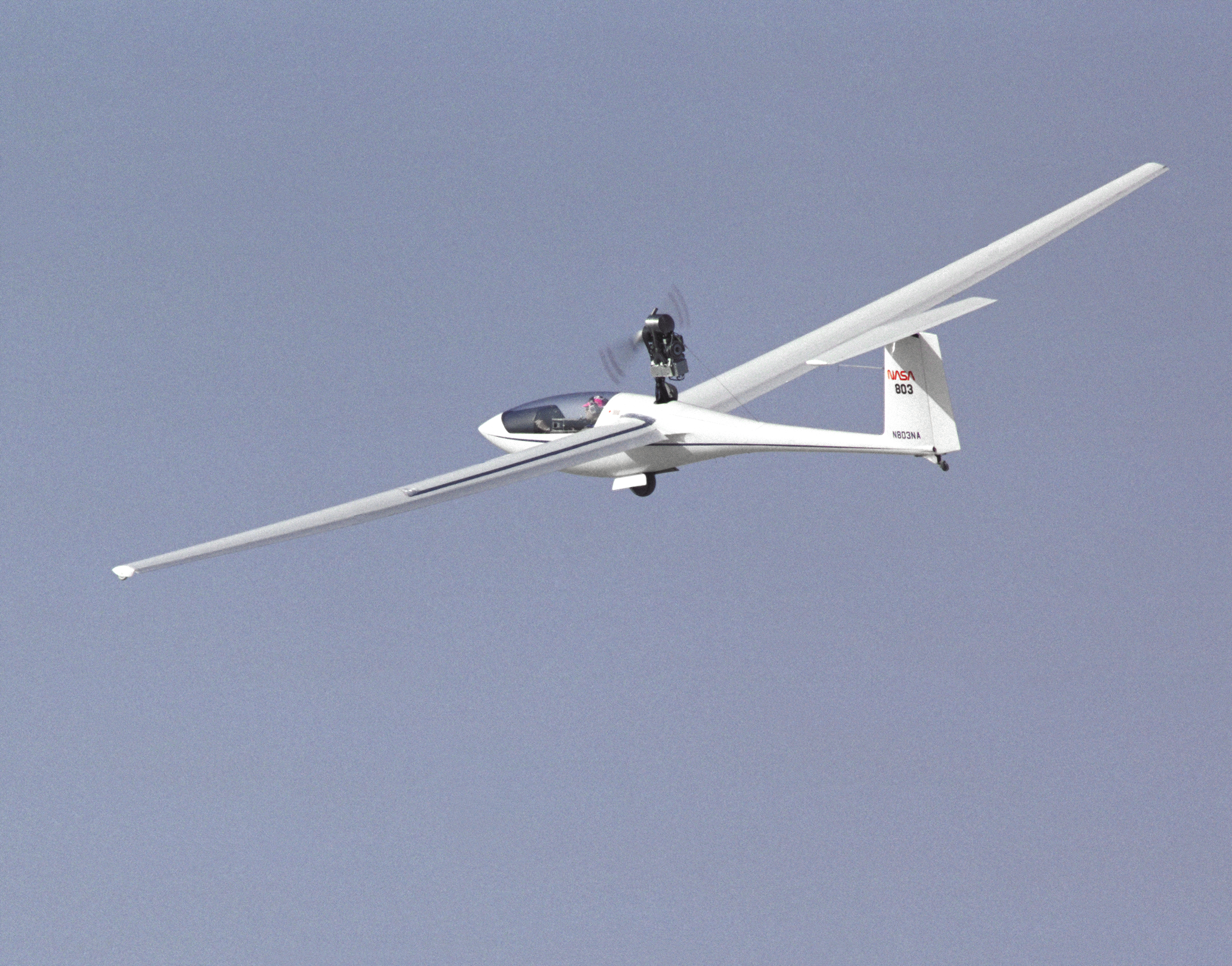
엔진이 작동 중인 자체 발사 Eiri-Avion PIK-20E.

엔진은 비행 중 항상 시동이 걸린다고 장담할 수 없으므로, 조종사는 이러한 가능성을 염두에 두어야 한다. 일반적으로는 적절한 공항이나 공항 외 외곽 착륙장에 착륙할 위치를 잡은 후 프로펠러를 확장하고 엔진 시동을 시도하는 것이 일반적이다. 이렇게 하면 엔진이 제때 시동되지 않을 경우 안전하게 착륙할 수 있다.
활공 대회에서 엔진 시동은 일반적으로 무동력 활공기의 외곽 착륙과 동일하게 채점된다. 엔진 사용을 감지하기 위해 동력 활공기에 사용되는 GNSS 비행 기록기는 위치 및 고도와 함께 소음 수준을 기록할 수 있는 소음 센서를 가지고 있어야 한다. 많은 대회에서는 조종사가 비행 시작 시, 과제를 시작하기 전에 엔진을 시동하여 나중에 비행 중에 엔진 시동이 감지되도록 규칙을 요구한다.

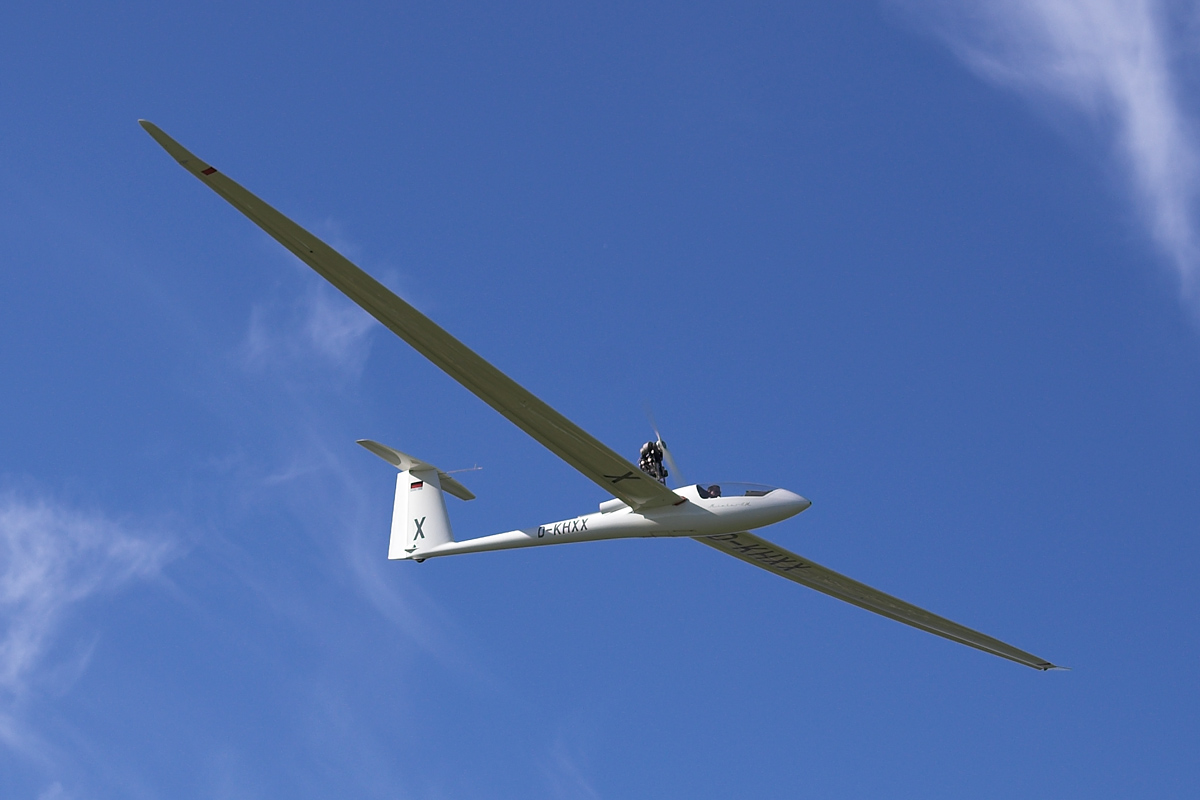
엔진이 작동 중인 Schempp-Hirth Nimbus 4M.

엔진이 없는 글라이더는 더 가볍고, 엔진 시동을 위한 안전 여유가 필요 없으므로, 약한 조건에서도 더 낮은 고도에서 안전하게 열상 비행을 할 수 있다. 따라서 무동력 활공기 조종사는 일부 동력 활공기 경쟁자가 할 수 없는 경쟁 비행을 완료할 수 있다. 반대로 동력 활공기 조종사는 조건이 더 이상 활공을 지원하지 않으면 엔진을 시동하여 비행을 연장할 수 있는 반면, 무동력 활공기는 집 공항에서 멀리 떨어진 곳에 착륙하여 글라이더 트레일러를 사용하여 도로로 회수해야 한다.
엔진의 존재는 조종사가 폭풍우와 공항 외 착륙을 피할 수 있는 능력을 증가시키므로 활공의 안전성을 높일 수 있다. 반대 의견은 동력 활공기가 스포츠의 정신에 어긋나며, 더 중요한 것은 때때로 조종사에게 잘못된 안전감을 준다는 것이다.
투어링 동력 활공기는 대회에서 거의 사용되지 않지만, 크로스컨트리 비행 훈련에 유용할 수 있다. 이륙 후 엔진은 꺼지고, 훈련생은 항공기를 글라이더처럼 조종한다. 낯선 들판에서의 착륙은 엔진이 공회전하는 동안 연습할 수 있다. 훈련생이 부적절한 들판을 선택하거나 접근을 잘못 판단하면 강사가 동력을 가하여 안전하게 이륙할 수 있다.

## 면허 또는 자격

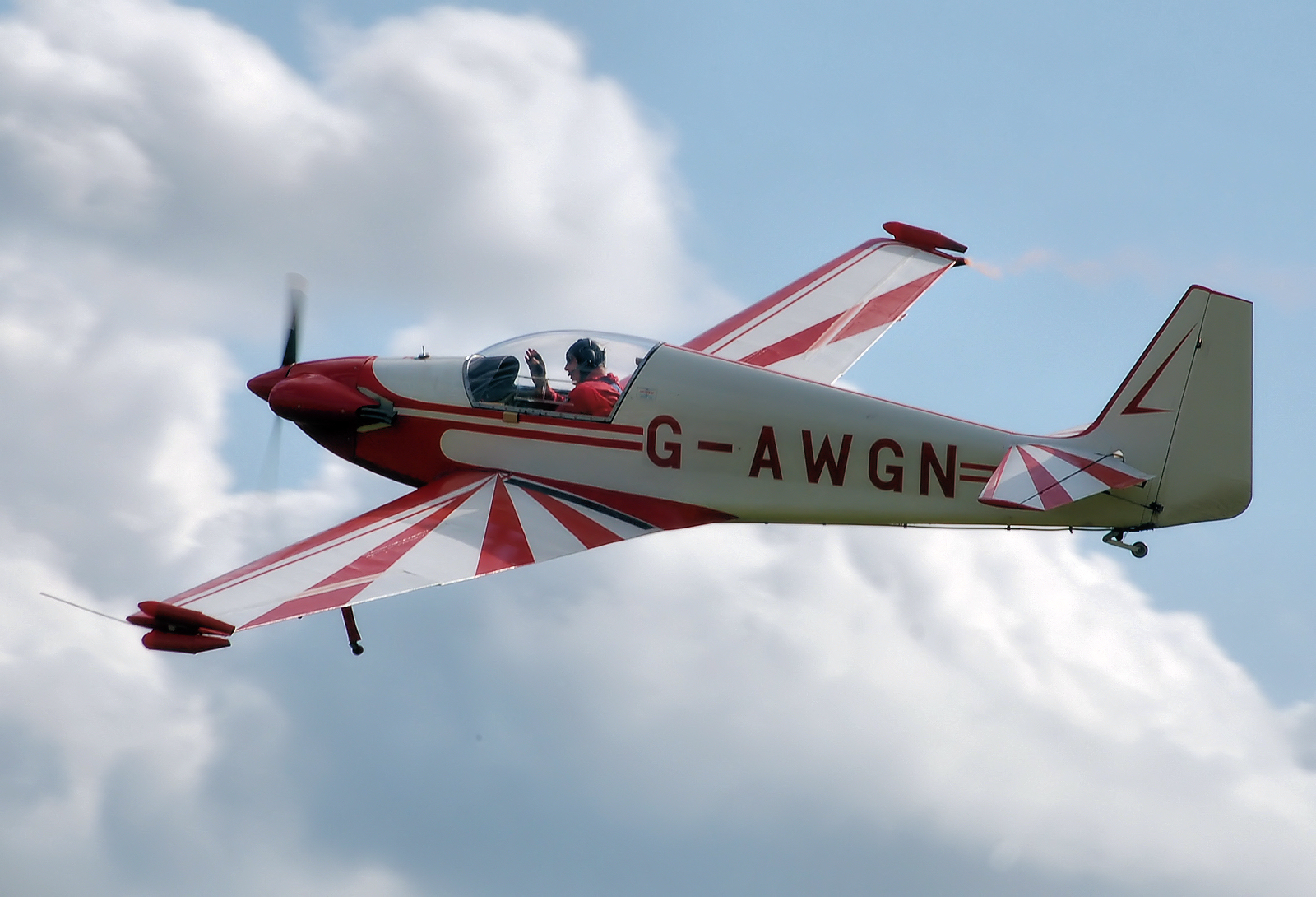
2009년 잉글랜드의 Fournier RF 4D.

유럽에서 동력 활공기는 수납식 프로펠러/엔진이 있는 글라이더(일반 글라이더 조종사 면허(GPL)로 비행 가능)와 투어링 동력 활공기(TMG, 표준 GPL에 대한 면허 확장 필요)로 분류된다. 활공이 영국 활공 협회의 규제를 받는 영국에서는 순수 글라이더 조종사와 마찬가지로 자체 유지 글라이더 조종사는 영국 민간 항공국의 면허를 받을 필요가 없다.
남아프리카 공화국에서는 투어링 동력 활공기(TMG)가 레크리에이션 항공, 제62조, 제17항에 따른 독립적인 국가 조종사 면허 범주이다.
미국에서는 개인 글라이더 조종사 자격증을 소지한 조종사는 무동력 활공기, 자체 발사 동력 활공기(투어링 동력 활공기 및 수납식 엔진 또는 프로펠러가 있는 글라이더 포함), 지속 동력 활공기를 비행할 수 있다. 강사는 조종사에게 지시를 제공하고 비행 기록부에 서명하여 이륙 방법(비행기 견인, 지상 발사(윈치, 번지, 자동차 견인) 또는 적합한 동력 활공기의 경우 자체 발사)을 승인해야 한다. 미국에서 동력 활공기는 글라이더로 분류되며, 비행기를 조종하는 데 필요한 건강 증명서 없이 글라이더 조종사가 조종할 수 있다.
미국에서는 동력 활공기가 최대 2명의 승무원, 최대 850kg의 최대 중량, 그리고 제곱 날개 폭에 대한 중량비가 3kg/m2 이하로 인증될 수 있다. 유럽 JAA/EASA 규정에도 유사한 요구 사항이 있으며, 최대 중량은 750kg이다.
캐나다에서는 글라이더 조종사 면허를 소지한 조종사는 무동력 활공기를 비행할 수 있다. 자체 발사 동력 활공기(동력 활공기 및 수납식 엔진 또는 프로펠러가 있는 글라이더 포함) 및 지속 동력 활공기의 경우 비행기 면허 또는 자격증이 필요하다. 강사는 조종사에게 지시를 제공하고 비행 기록부에 서명하여 승객을 태울 수 있도록 승인해야 한다.

## 같이 보기
- 동력 행글라이더
- 동력 패러글라이더